# Simone Iacoponi
Simone Iacoponi (Pontedera, Toscana, Italia, 30 de abril de 1987) es un futbolista italiano. Juega de defensa y su equipo es el Aglianese Calcio 1923 de la Serie D italiana.

## Trayectoria
Simone debutó en la Serie A con el Empoli el 20 de mayo de 2007 en el empate 3-3 contra la Reggina.
Luego pasó por equipos de ribetes menores en las ligas italianas de Serie B y Serie C.
Llegó al Parma en 2017. En el club fue parte del ascenso desde la Lega Pro a la Serie A.

## Clubes
| Club                      | País   | Año       |
| ------------------------- | ------ | --------- |
| Empoli F. C.              | Italia | 2007-2012 |
| S. S. Monza 1912 (cesión) | Italia | 2008-2009 |
| U. C. Cuoiopelli (cesión) | Italia | 2009      |
| Foligno Calcio (cesión)   | Italia | 2010-2011 |
| F. C. Südtirol (cesión)   | Italia | 2011-2012 |
| F. C. Südtirol            | Italia | 2012-2014 |
| Virtus Entella            | Italia | 2014-2017 |
| Parma Calcio 1913         | Italia | 2017-2022 |
| Teramo Calcio             | Italia | 2022      |
| Roma City F. C.           | Italia | 2022-2023 |
| Aglianese Calcio 1923     | Italia | 2023-     |

## Palmarés

### Títulos nacionales
| Título                   | Club           | País   | Año     |
| ------------------------ | -------------- | ------ | ------- |
| Lega Pro Prima Divisione | Virtus Entella | Italia | 2013-14 |